# Jívová (Praha)
Jívová je ulice v katastrálním území Hloubětín na Praze 9, která spojuje ulici Za Mosty a Jahodnickou. Má přibližný severojižní průběh, ale je značně esovitě prohnutá. Její jižní úsek je velmi úzký, je určen pouze pro pěší a část tvoří schodiště. Ústí do ní ulice Mandloňová. Tato lokalita se rozvíjí od 20. let 20. století, kdy začala výstavba nouzových kolonií Za Mostem a Za Horou.
Ulice vznikla a byla pojmenována v roce 1975. Nazvána je podle vrby jívy (latinsky Salix caprea), malého až středně vysokého stromu z čeledi vrbovitých. Název ulice patří do velké skupiny hloubětínských ulic pojmenovaných podle stromů a jejich plodů. Do stejné skupiny patří např. Švestková, Smrková, Jasanová nebo Třešňová.
Zástavbu tvoří přízemní a jednopatrové domy se zahradou. V západní části směrem k železniční trati je zeleň. Ulice má v některých částech charakter zpevněné polní cesty a v některých úsecích chybí chodník (2018).